# Grönsved
Grönsved este o arie protejată (arie specială de conservare — SAC, sit de importanță comunitară — SCI) din Suedia întinsă pe o suprafață de 1 ha, integral pe uscat.

## Localizare
Centrul sitului Grönsved este situat la coordonatele 57°43′32″N 15°31′21″E / 57.7256°N 15.5225°E.

## Înființare
Situl Grönsved a fost declarat sit de importanță comunitară în ianuarie 2002 pentru a proteja 1 specie de animale. Situl a fost protejat și ca arie specială de conservare în martie 2011.

## Biodiversitate
Situată în ecoregiunea boreală, aria protejată conține 1 habitat natural: Pășuni din zone de pădure fino-scandinave.
La baza desemnării sitului se află o specie protejată de  mamifere: liliac cârn (Barbastella barbastellus).